# 普卡科查山 (安卡什大區)
9°19′46″S 77°52′51″W / 9.32944°S 77.88083°W
普卡科查山（Pucacocha），是秘魯的山峰，位於該國北部安卡什大區，由卡斯卡帕拉區和基略區負責管轄，屬於內格拉山脈的一部分，海拔高度4,600米。